# Egbert Jacobus Bartelink

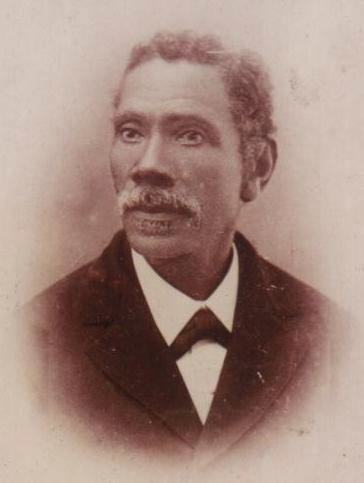
E.J. Bartelink (1900)

Egbert Jacobus Bartelink (verm. plantage La Jalousie aan de Cotticarivier, 1834 - Paramaribo, 10 november 1919) was een Surinaams planter en schrijver.
E.J. Bartelink was de zoon van een Hollandse kolonist (wiens vader naar Suriname was gekomen) en de slavin van zijn vader, genaamd Judith. Hij begon in 1855 als "blankofficier" (opzichter) te werken op plantage Zeezigt en wist het te brengen tot plantagedirecteur en uiteindelijk zelfs tot mede-eigenaar van plantage Ornamibo. Hij schreef een Handleiding over de cacaocultuur. Op zijn oude dag begon hij zijn memoires te schrijven die verschenen in de courant De Surinamer. Hij voltooide zijn `herinneringen van een ouden planter' op 80-jarige leeftijd, in 1914. Zij verschenen twee jaar later in boekvorm bij H. van Ommeren te Paramaribo onder de titel Hoe de tijden veranderen, het relaas van een lange `plantagecarrière' .

## Over Bartelink
- Michiel van Kempen, Een geschiedenis van de Surinaamse literatuur. Breda: De Geus, 2003, dl I, pp. 461-462.